# Henryk Woźniak (powstaniec warszawski)
Henryk Woźniak ps. Choromaski, Heniek, Hiszpan (ur. 3 listopada 1909 w Klimontowie, zm. 21 września 1944 w Warszawie) – działacz komunistyczny, oficer Brygad Międzynarodowych, Gwardii i Armii Ludowej, poległ w czasie powstania warszawskiego.

## Życiorys
Ukończył 3 klasy szkoły podstawowej po czym rozpoczął pracę jako robotnik w kopalni „Koszelew”. W 1928 wstąpił do Komunistycznego Związku Młodzieży Polskiej, gdzie został sekretarzem komórki i członkiem komitetu dzielnicowego, działał także w górniczych związkach zawodowych. W latach 1931–1932, w czasie odbywania służby wojskowej, był członkiem Komitetu Garnizonowego Komunistycznej Partii Polski, do partii wstąpił w 1933.
18 listopada 1936 wyemigrował z Polski do ogarniętej wojną domową Hiszpanii przedostając się tam przez Czechosłowację, Austrię, Szwajcarię i Francję. Od grudnia 1936 roku walczył w Brygadach Międzynarodowych jako dowódca plutonu łączności w 35. Dywizji Hiszpańskiej Armii Republikańskiej, później trafił do polskiego batalionu im. Adama Mickiewicza. Walczył najpierw w kampanii andaluzyjskiej, potem na froncie centralnym w bitwie pod Brunete, Extremadurze oraz nad Ebro. Dosłużył się stopnia porucznika. Po zakończeniu walk wraz z innymi żołnierzami XIII Brygady został internowany we Francji.
Po upadku Francji zgłosił się na roboty do Niemiec, z których uciekł przedostając się wiosną 1942 do Warszawy. Wstąpił tam do Polskiej Partii Robotniczej i jej siły zbrojnej – Gwardii Ludowej. W marcu/kwietniu 1943 objął stanowisko kierownika „Techniki” (oddział odpowiadał za konspiracyjne drukarnie i kolportaż prasy podziemnej) Sztabu Głównego GL PPR. Po powstaniu Armii Ludowej został w stopniu kapitana szefem Służby Techniczno-Wywiadowczej w jej Sztabie Głównym. Jej zadaniem było organizowanie aparatu wywiadowczego, zapewnienie lokali do tej działalności, kontrola terminowości i estetyki pracy ruchu oporu oraz przestrzeganie zasad konspiracji drukarni.
W dniu wybuchu powstania warszawskiego znajdował się na Starym Mieście, gdzie objął dowództwo nad 3. batalionem AL. 27 sierpnia z grupą swoich podkomendnych przedostał się kanałami na Żoliborz kontynuując walkę w tej dzielnicy. 19 września został ciężko ranny podczas walk na ul. Drużbackiej na Marymoncie i po dwóch dniach zmarł.
Został pochowany na cmentarzu Wojskowym na Powązkach w Warszawie (kwatera B6-8-27). Pośmiertnie awansowany do stopnia majora oraz odznaczony Virtuti Militari i Krzyżem Grunwaldu.
Był patronem ulicy na warszawskim Zaciszu.

## Życie prywatne
Jego żona Elżbieta pod pseudonimem „Ela” w czasie okupacji należała do Polskiej Partii Robotniczej i jej Gwardii Ludowej, w powstaniu warszawskim służyła jako łączniczka w dowodzonym przez niego III Batalionie Armii Ludowej.

## Awanse
- porucznik – w czasie walk w Hiszpanii
- kapitan – 21 stycznia 1944[1]
- major – 1 maja 1945 (pośmiertnie)

## Odznaczenia
- Order Krzyża Grunwaldu III lasy – 28 grudnia 1945 (pośmiertnie)
- Krzyż Srebrny Orderu Virtuti Militari – 19 lipca 1945 (pośmiertnie)[1]